# Biscayabugten
Biscayabugten (spansk: Golfo de Vizcaya, Mar Cantábrico; Fransk: Golfe de Gascogne; Baskisk: Bizkaiko Golkoa) er en bugt mellem Frankrigs vestkyst og Spaniens nordkyst. 
Gennemsnitsdybden er 1.744 meter og den maksimale dybde er 2.789 meter.